# Donkey Punch (film)
Donkey Punch is een Britse lowbudget thriller onder regie van Oliver Blackburn. De film ging op 22 januari 2008 in première tijdens het Sundance Film Festival. De titel verwijst naar een seksuele handeling, waarvan het bestaan in twijfel werd getrokken totdat deze in verschillende pornofilms daadwerkelijk werd uitgevoerd. Over de theorie achter en vermeende werking van een donkey punch bestaat niettemin geen uitsluitsel.
Met een donkey punch wordt een handeling bedoeld die zou plaatsvinden tijdens een orgasme wanneer mensen op zijn hondjes gemeenschap hebben. De zich aan de achterkant bevindende partner geeft daarbij net voor de ejaculatie de gepenetreerde persoon een onverwachte klap achter in de nek of op het achterhoofd. Hierdoor zouden diens spieren dusdanig samentrekken dat het genot van de penetrerende partij verhoogd zou worden. Over zowel het bestaan van de specifieke spiersamentrekking als van het eventueel verhoogde genot bestaat niettemin discussie. Bovendien is de genoemde klap levensgevaarlijk voor de ontvangende partij, die bij een verkeerd gemikte of te harde slag tot onder meer een gebroken nek en de dood kan leiden.

## Verhaal
Tammi (Nichola Burley) is net bedrogen door haar vriend en zit daardoor enigszins in de put. Haar vriendinnen Kim (Jaime Winstone) en Lisa (Sian Breckin) halen haar over om toch mee te gaan op een meidenweekend. Samen reizen ze daarop van het regenachtige Leeds naar het zonnige Mallorca. De sfeer zit er daar al snel goed in terwijl het drietal in het uitgaansgebied barretjes afloopt, flirt en de lichamen van langslopende mannen keurt.
Op zeker moment lopen ze de vrienden Bluey (Tom Burke), Marcus (Jay Taylor) en Josh (Julian Morris) tegen het lijf. Zij werken alle drie op een jacht waarvan de eigenaar afwezig is. De jongens ruiken hun kans om de meisjes mee het bed in te slepen en nodigen ze uit mee te gaan naar het schip om daar een eigen feestje te bouwen. Met name Kim en Lisa zien dit wel zitten en halen Tammi over om op de uitnodiging in te gaan. Ter plekke maken ze kennis met Josh' oudere broer Sean (Robert Boulter), die nog op de boot was.
Om te voorkomen dat andere booteigenaren in de haven gaan klagen over herrie, vaart het zevental een eind de zee op voor het overgaat tot een feestje. Hierbij worden drank en drugs flink ingenomen en wordt de sfeer steeds losbandiger. Zodoende komt het gesprek op uitzonderlijke vormen van seks. Bluey legt hierbij uit wat een donkey punch zou zijn. Na verloop van tijd gaan woorden over in daden. Terwijl Tammi op het dek een beetje met Sean zoent, nemen Bluey en Marcus Kim en Lisa mee de kajuit in om seks te hebben. Josh zit daar in eerste instantie een beetje voor joker bij, maar als Bluey klaar is met Lisa krijgt hij haar zover dat Josh het ook met haar mag doen. Bluey gaat er met een videocamera bijstaan om alles op te nemen en de twee aan te moedigen. Josh laat zich hierdoor zo opjutten dat hij op het moment dat hij klaarkomt Lisa een donkey punch wil geven, waar ze het eerder nog over hadden. Het gevolg is alleen dat zij door de klap haar nek breekt en ter plekke overlijdt.
De uitgelaten sfeer slaat direct totaal om. Wanneer iedereen op de hoogte is gebracht van wat er is gebeurd, moet er worden beslist wat ze gaan doen. De meisjes willen de gebeurtenissen gewoon gaan vertellen en uitleggen aan de autoriteiten. Doordat ze allemaal onder de drugs zitten, denkt Josh niettemin dat de seks met Lisa dan als verkrachting wordt uitgelegd, laat staan wat er van haar dood wordt gemaakt. Hij denkt hier wel onderuit te kunnen komen, omdat Marcus als schipper officieel de verantwoordelijkheid draagt voor alle opvarenden. Bluey heeft niettemin alles opgenomen en is niet van plan Marcus voor Josh' stupiditeit op te laten draaien. Daarom wordt voorgesteld om Lisa overboord te gooien en later te verklaren dat ze overboord is geslagen. Haar vriendinnen vinden dit niet kunnen, maar het voorstel wordt tot een bevel gemaakt. Het zou ook menslievender zijn voor Lisa's nabestaanden om te denken dat ze overboord is geslagen, dan om te weten dat ze onder de drank en drugs per ongeluk tijdens een bizarre seksuele uitspatting is doodgeslagen.
Terwijl de jongens onderling al verdeeld zijn over hoe ze de gebeurtenissen gaan verklaren, heeft Josh nog wat te bekennen. Hoewel hij de meisjes net overbluft heeft met een hoop juridische termen, denkt hij dat ze een zaak tegen hen voor een jury wel zouden winnen als ze aan land alsnog aangifte gaan doen. Hierdoor slaan de onderlinge wrijvingen om in geweld, waardoor zowel de groep jongens als de twee vriendinnen moeten vechten om te overleven op de op zee dobberende boot.

## Rolverdeling
- Robert Boulter - Sean
- Sian Breckin - Lisa
- Tom Burke - Bluey
- Nichola Burley - Tammi
- Julian Morris - Josh
- Jay Taylor - Marcus
- Jaime Winstone - Kim